# Corning Inc.
Corning Incorporated — американская компания, специализирующаяся на производстве специальных стекол, керамики и связанных с ней материалов и технологий, передовой оптики, прежде всего для промышленного и научного применения. Компания называлась Corning Glass Works до 1989 года. В 1998 году Corning продала свои цеха по производству потребительских товаров.

## История
Corning Glass Works была основана в 1851 году Амори Хоутоном в Сомервилле, штат Массачусетс, первоначально как Bay State Glass Co. Позднее она переехала в Уильямсбург, Бруклин, Нью-Йорк, была переименована в Brooklyn Flint Glass Works. Компания снова переехала в город Корнинг, штат Нью-Йорк, в 1868 году под руководством сына основателя, Амори Хоутон-младшего.
Фирма Corning сделала зеркало телескопа размером 200 дюймов (5,1 м) для Паломарской обсерватории в 1934—1936 гг. из боросиликатного стекла с низким расширением.
После Второй мировой войны компания сделала много научно обоснованных инноваций.
В 1962 году Corning разработала Chemcor, новое закаленное автомобильное ветровое стекло, разработанное для того, чтобы быть тоньше и легче существующих ветровых стекол, что уменьшало опасность получения травм, разбиваясь на мелкие гранулы при разрушении.
Осенью 1970 года компания объявила, что её исследователи продемонстрировали оптическое волокно с низким оптическим затуханием 17 дБ на километр путем легирования кварцевого стекла титаном. Через несколько лет они произвели волокно только с 4 дБ/км, используя оксид германия в качестве легирующей примеси в сердцевине. Такие низкие затухания сделали волоконную оптику удобной для телекоммуникаций и сетей. Corning стала ведущим в мире производителем оптического волокна.
В 1977 году значительное внимание было уделено проекту Corning’s Z Glass. Z Glass был продуктом, использовавшимся в телевизионных кинескопах. Однако проект не окупился. История Z-проекта изучалась в Гарвардской школе бизнеса.
25 октября 2011 года Corning представила Lotus Glass, экологически чистое и высокоэффективное стекло, разработанное для OLED- и ЖК-дисплеев.
В компании Corning работает около 51 500 человек по всему миру, а продажи в 2018 году составили 11,29 млрд долларов. На протяжении многих лет компания входит в число 500 крупнейших компаний журнала Fortune и в 2015 году заняла 297-е место в данном списке.
Компания также сотрудничает с различными организациями в проведении научных исследований (МФТИ).